# Мігель Фланьйо
Мігель Фланьйо Бесунартеа (ісп. Miguel Flaño Bezunartea; 19 серпня 1984, Памплона, Наварра, Іспанія) — колишній іспанський футболіст, центральний захисник.

## Кар'єра
Вихованець футбольної школи «Осасуни». Фланьо дебютував у першій команді 18 вересня 2004 року в переможному матчі проти «Бетіса», вийшовши на заміну наприкінці зустрічі. Той сезон він закінчив з цифрою 8 у графі зіграні матчі.
Майже три роки по тому, 9 червня 2007 року, Мігель забив свій перший м'яч за «Осасуну», в переможному матчі, знову проти «Бетіса». Також він взяв участь у трьох матчах у Кубку УЄФА, де «Осасуна» дійшла до півфіналу.
Відтоді Фланьйо став важливою ланкою оборони памплонської команди, як і його брат-близнюк Хав'єр, з яким вони разом відіграли кілька сезонів. Але Хав'єр згодом втратив місце в основному складі, бо на його позиції зненацька заяскравів інший молодий вихованець Сесар Аспілікуета. Кінець-кінцем, улітку 2009 року він мусів полишити клуб. Мігель же, навпаки, став одним з основних гравців, зігравши 33 матчі і забивши 4 голи.
Наприкінці сезону 2008/09 Мігель продовжив контракт з «Осасуною» до 2013 року, поклавши цим край розмовам про свій перехід до «Атлетік» Більбао.
7 червня 2012 року Фланьйо знову продовжив контракт з Осасуною, цього разу до 2017 року. У Сегунді 2015–2016 він виходив у стартовому складі у всіх 34-х матчах, у яких взяв участь, допомігши клубові повернутись до елітного дивізіону після дворічної перерви.
На початку наступного сезону обидва брати-близнюки зазнали повного розриву передньої хрестоподібної зв'язки лівого коліна й мусили пропустити кілька місяців. У наступних сезонах він переважно залишався на лаві запасних, зрідка виходячи на поле.

## Досягнення
Юнацька збірна Іспанії
- Чемпіон Європи (U-16): 2001

Молодіжна збірна Іспанії
- Переможець Середземноморських ігор: 2005

## Особисте життя
Його брат-близнюк, Хав'єр, також професійний футболіст. Вони разом починали свою кар'єру в «Осасуні», потім Хав'єр перейшов до «Нумансії» й, погравши у ще кількох клубах, 2014 року повернувся до Памплони.